# Langeler Auwald
Koordinaten: 50° 50′ 36″ N, 6° 59′ 18″ O

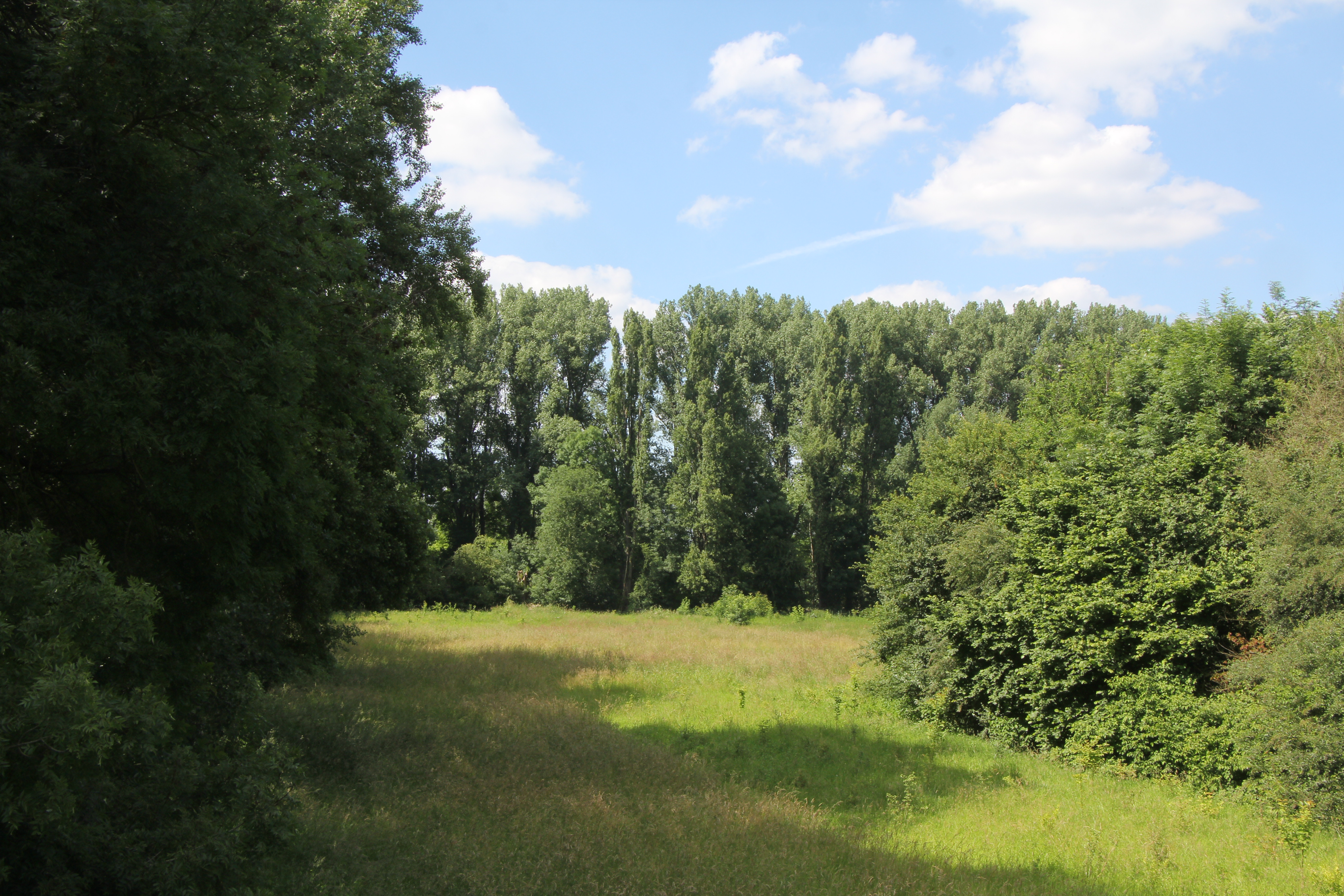
Langeler Auwald (2024)

Der Langeler Auwald ist ein Naturschutzgebiet im Kölner Stadtteil Langel.

## Lage
Das Naturschutzgebiet Langeler Auwald (K-018) hat eine digitalisierte Fläche von 22,43 Hektar und erstreckt sich entlang des Gleitufers des Rheins an der Wesselinger Rheinschlinge im rechtsrheinischen Süden der Stadt Köln im Stadtbezirk Porz. Auf der gegenüber liegenden Rheinseite befindet sich der Godorfer Hafen.

## Beschreibung
Das Gebiet des Langeler Auwalds umfasst einen 50–100 m breiten zeitweise überschwemmten Schotter-Uferbereich mit Spülsaum-Vegetation, einen Weiden-Pappel-Weichholzauenrest sowie einen mit Magerrasen-Vegetation bewachsenen Hochwasserdeich. Zwischen dem Auwaldrest und dem Hochwasserdeich liegen intensiv genutztes Grünland, ein lichter Pappelbestand mit Sträuchern, der mit Pferden, Ponys und Rindern intensiv beweidet wird, ferner eine Obstgartenbrache, ein Obstgarten mit neu gepflanzten Obstbäumen und kurz gemähtem Rasen sowie eine Ackerfläche mit Feldgehölz. Durch den beweideten Pappelbestand verlaufen flussparallele Rinnen, in denen ein Eschen-Pappel-Mischbestand mit nitrophiler Hochstaudenflur wächst. Der Stammdurchmesser der Eschen beträgt zwischen 50 und 90 cm.

## Fauna und Flora
Neben einer Vielzahl verschiedener Pflanzenarten sind im Langeler Auwald zahlreiche teils seltene Vögel beheimatet, darunter Kuckuck, Rebhuhn und Flussregenpfeifer. Hier brüten 19 Vogelarten, die auf der Roten Liste stehen. Sieben Fledermausarten sind hier ansässig sowie eine Vielzahl von Insekten wie Tagfalter und Heuschrecken. Auch ist das Gebiet reich an verschiedenen Amphibien.